# Wełyka Racza
Wełyka Racza (ukr. Велика Рача) – wieś na Ukrainie, w obwodzie żytomierskim, w rejonie żytomierskim, w hromadzie Radomyśl. W 2001 liczyła 826 mieszkańców.